# Atom Trefl Sopot 2011-2012
Questa voce raccoglie le informazioni riguardanti l'Atom Trefl Sopot nelle competizioni ufficiali della stagione 2011-2012.

## Organigramma societario
Area direttiva
- Presidente: Roman Kniter

Area tecnica
- Allenatore: Alessandro Chiappini

## Rosa
| N° | Nome                  | Ruolo | Data di nascita  | Nazionalità sportiva |
| -- | --------------------- | ----- | ---------------- | -------------------- |
| 1  | Maja Tokarska         | C     | 22 febbraio 1991 | Polonia              |
| 2  | Katarzyna Wellna      | S/O   | 22 marzo 1985    | Polonia              |
| 3  | Dorota Świeniewicz    | S     | 27 luglio 1972   | Polonia              |
| 4  | Izabela Bełcik        | P     | 29 ottobre 1980  | Polonia              |
| 6  | Eleonora Staniszewska | C     | 25 ottobre 1978  | Polonia              |
| 7  | Amaranta Fernández    | C     | 11 agosto 1983   | Spagna               |
| 8  | Alisha Glass          | P     | 5 aprile 1988    | Stati Uniti          |
| 9  | Corina Ssuschke       | C     | 9 maggio 1983    | Germania             |
| 10 | Magdalena Saad        | L     | 14 maggio 1985   | Polonia              |
| 11 | Megan Hodge           | S     | 15 maggio 1988   | Stati Uniti          |
| 12 | Neriman Özsoy         | S     | 13 luglio 1988   | Turchia              |
| 13 | Paulina Maj           | S     | 22 marzo 1987    | Polonia              |
| 14 | Ewelina Sieczka       | S     | 26 gennaio 1988  | Polonia              |
| 16 | Dorota Wilk           | P     | 28 aprile 1988   | Polonia              |
| 17 | Margareta Kozuch      | S/O   | 30 ottobre 1986  | Germania             |